# Podogaster striatus
Podogaster striatus là một loài tò vò trong họ Ichneumonidae.